# Teatro Regional del Maule
El Teatro Regional del Maule, también conocido como TRM, es un teatro chileno ubicado en la comuna de Talca, Región del Maule. Tiene una capacidad para recibir a 1.028 personas en la sala de Teatro y fue inaugurado el 5 de septiembre de 2005. Es el primer teatro regional de Chile.

## Historia

### Antecedentes
El principal antecedente del TRM es el teatro municipal. Un recinto que se encontraba ubicado en el mismo lugar que el TRM y que tuvo un funcionamiento con muchas interrupciones entre 1874 y 1960. 
Durante su historia, el teatro municipal sufrió de las distintas inclemencias de la naturaleza, viéndose sumamente afectado por los diversos terremotos que golpeaban a la ciudad. Este fue demolido en 1968, luego de haber sido clausurado debido al mal estado en el que se encontraba.

### Teatro Regional del Maule
El TRM como tal comenzó a gestionarse en 1992, cuando el gobierno se comenzó a involucrar en el financiamiento del recinto. De esta forma, al aporte de diversos ministerios y fondos concursables adjudicados para la construcción del recinto, se sumaron donaciones del País Vasco y de privados, los que permitieron reunir la suma necesaria para la construcción.
De esta forma, el 5 de septiembre de 2005, y con la presencia de diversas autoridades, entre ellos el presidente Ricardo Lagos, el Teatro Regional del Maule abre al público.

## Espacios

### Sala principal
Es el espacio principal del teatro y cuenta con una capacidad de 1,028 personas. Cuenta con una disposición de público frontal hacia el escenario. Las butacas se encuentran repartidas en dos grandes áreas: Platea y platea alta. En platea cuenta con una sección VIP, por donde hay una escalera de acceso directa al escenario.
Cuenta con elementos de sonido e iluminación de primer nivel, lo que en su momento generó que fuera conocido como el más moderno de Sudamérica.

### Vestíbulo
El espacio del vestíbulo se encuentra en la entrada principal del teatro, antecediendo a la sala principal. Cuenta con una capacidad de 400 personas aproximadamente. En ella suelen realizarse exposiciones y ceremonias de distinto tipo.}

### Sala de prensa
Con una capacidad de 60 personas. Se utiliza especialmente para conferencias, charlas u otros similares.

## Administración
El recinto tiene la particularidad de que es administrado por la Corporación Amigos del Teatro Regional del Maule. Dicha corporación está compuesta por diversos representantes de instituciones interesadas en las culturas y artes en la región:
- Juan Carlos Díaz: Alcalde de Talca
- Patricio Sarovic
- Fernando Cordero: Diario La Prensa
- Pedro Álvarez-Salamanca: Gobierno Regional del Maule
- Ariel Retamal: Gobierno Regional del Maule
- Franco Hormazábal: SEREMI de las Culturas, las Artes y el Patrimonio
- Ariel Amigo: Ilustre Municipalidad de Talca
- Andrés Maragaño: Universidad de Talca
- Hans Heyer: Universidad Autónoma de Chile
- Victoria Flores: Universidad Católica del Maule

## Elencos
- Orquesta Clásica del Maule
- Golden Big Band TRM
- Orquesta Infantil y Juvenil Teatro Regional del Maule